# تی‌وی‌آر توسکان اسپید ۶
تی‌وی‌آر توسکان اسپید ۶ (TVR Tuscan Speed ۶) خودرویی است که در سال‌های ۱۹۹۹ تا ۲۰۰۶در بریتانیا تولید شده‌است.
این خودرو در کلاس خودرو اسپورت قرار گرفته، طراحی آن خودروهای موتور جلو-محور عقب بوده است. سیستم جعبه‌دندهٔ آن به صورت دستی است.